# Michel Fokine

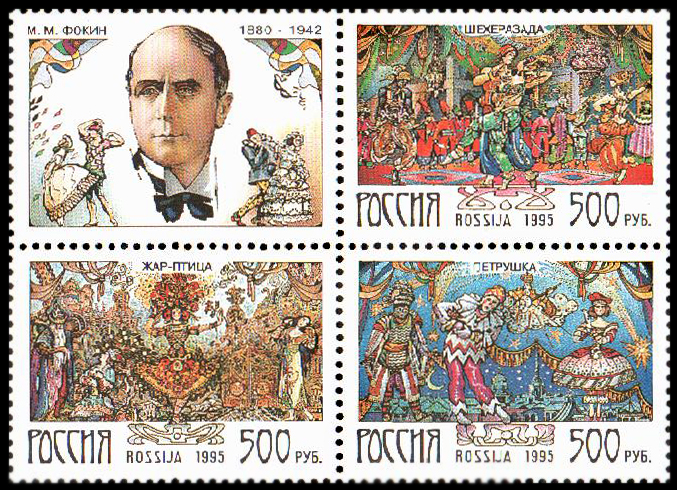
Fokine på ryska frimärken

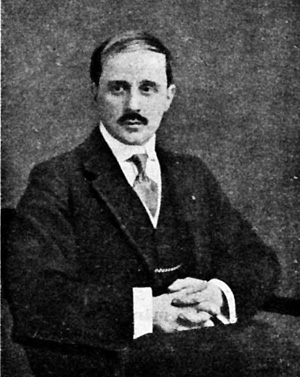
Michel Fokine. Foto i Svensk musiktidning 1913.

Michel Fokine (egentligen ryska: Михаил Михайлович Фокин, Michail Michajlovitj Fokin), född 23 april (11 april enligt g.s.) 1880 i Sankt Petersburg, död 22 augusti 1942 i New York, var en rysk-amerikansk balettdansör och koreograf.

## Biografi
Michel Fokine föddes i en rysk medelklassfamilj och skolades från nio års ålder vid den Kejserliga Balettskolan i Sankt Petersburg. År 1898 debuterade han på Mariinskijteatern. Från 1902 var han också lärare på balettskolan. Under denna period koreograferades bland andra Acis och Galatea (1905) och Den döende svanen, en solodans för ballerinan Anna Pavlova. Bland hans elever på skolan kan nämnas Desha Delteil och Bronislava Nijinska. Fokine var sedan 1906 gift med ballerinan Vera Fokina.

### Fokine i Paris

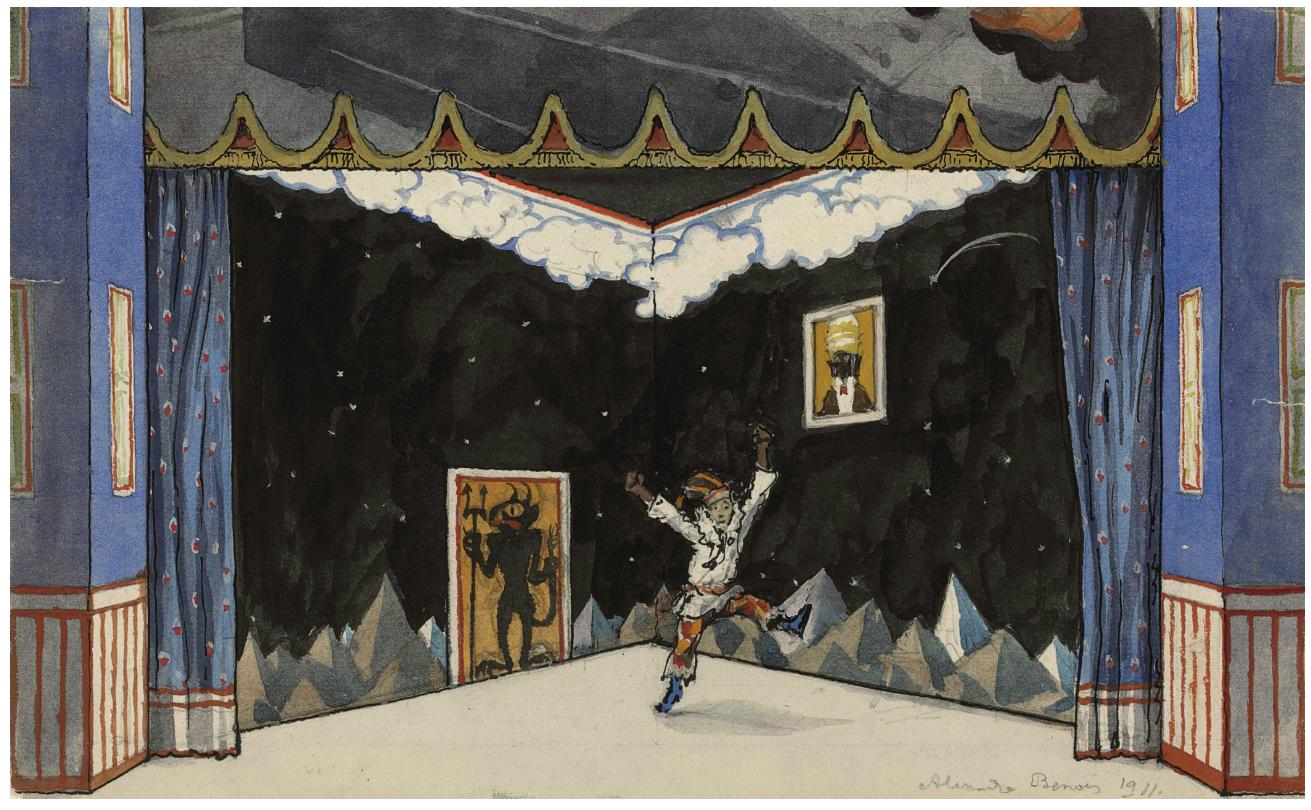
Petrusjka (1911).

1909 blev Fokine erbjuden platsen som koreograf för Sergej Djagilevs avantgardistiska danskompani Ballets Russes, på svenska även känt som Ryska baletten i Paris. Vid detta kompani skapades hans mest epokgörande verk, bland de främsta Sylfiderna (1909), Scheherazade (1910), Eldfågeln (1910) och Petrusjka (1911), alla med premiärdansaren Wacław Niżyński i huvudrollen. Genom samarbeten med andra framstående konstnärer som Léon Bakst och tonsättaren Igor Stravinskij slog Fokine sig fri från den klassiska balettens stereotyper och hans verk var banbrytande för sin tid. Fokine avbröt samarbetet med Ryska baletten 1912.

### Fokine i Sverige
Fokine kom 1913 till Sverige och Kungliga Teatern i Stockholm för att leda Balettelevskolan. Genom hans uppsättningar i Stockholm stärktes dansens ställning i Sverige och ledde också till Svenska Balettens (Les Ballets Suédois) blomstringsperiod.
Samma år kom Fokine i kontakt med den svenska konstnären John Bauer och föreslog en balett inspirerad av Bauers sagomotiv. Bauer hade redan historien och figurerna klara eftersom han länge velat göra en sådan balett. Uppdraget att komponera musiken till Bergakungen gick till Hugo Alfvén.
1916 avbröt Stockholmsoperan samarbetet med Fokine och Bauer av ännu oklara skäl men återupptog projektet efter Bauers död 1918 och påstod att koreografen Jean Börlin hade skrivit librettot. Bergakungen hade premiär 1923. Några år senare fastställde svensk domstol att John Bauer var dess rättmätiga upphovsman. Fokine blev riddare av Vasaorden 1914.

### Fokine i USA
Fokine bosatte sig senare i New York, där han grundade en balettskola. Han fick sitt amerikanska medborgarskap 1932. Fokine dog i New York den 22 augusti 1942, men hans dansverk uppförs av världens ledande dansensembler än idag.

## Rollfoton

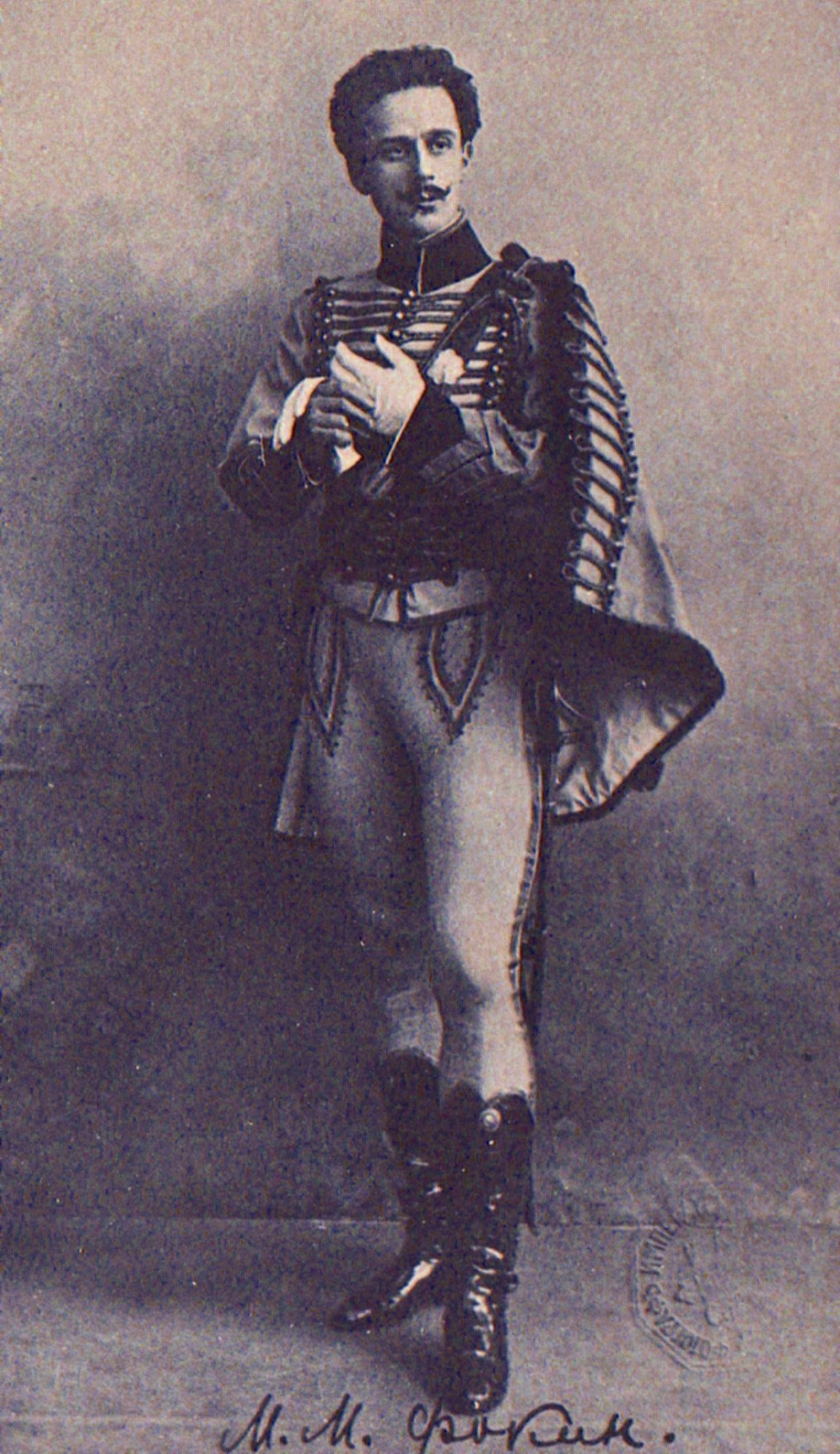
Som Lucien d'Hervilly i Marius Petipas produktion av baletten Paquita. Sankt Petersburg 1898.
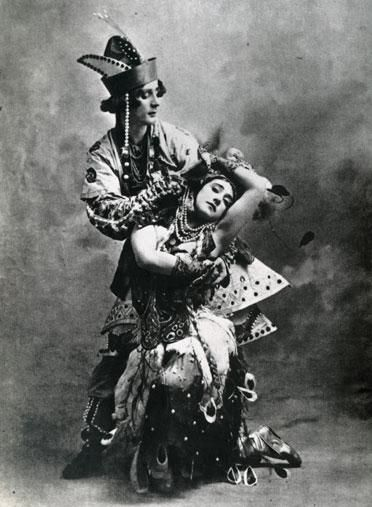
Mot Tamara Karsavina i Eldfågeln. 1910.
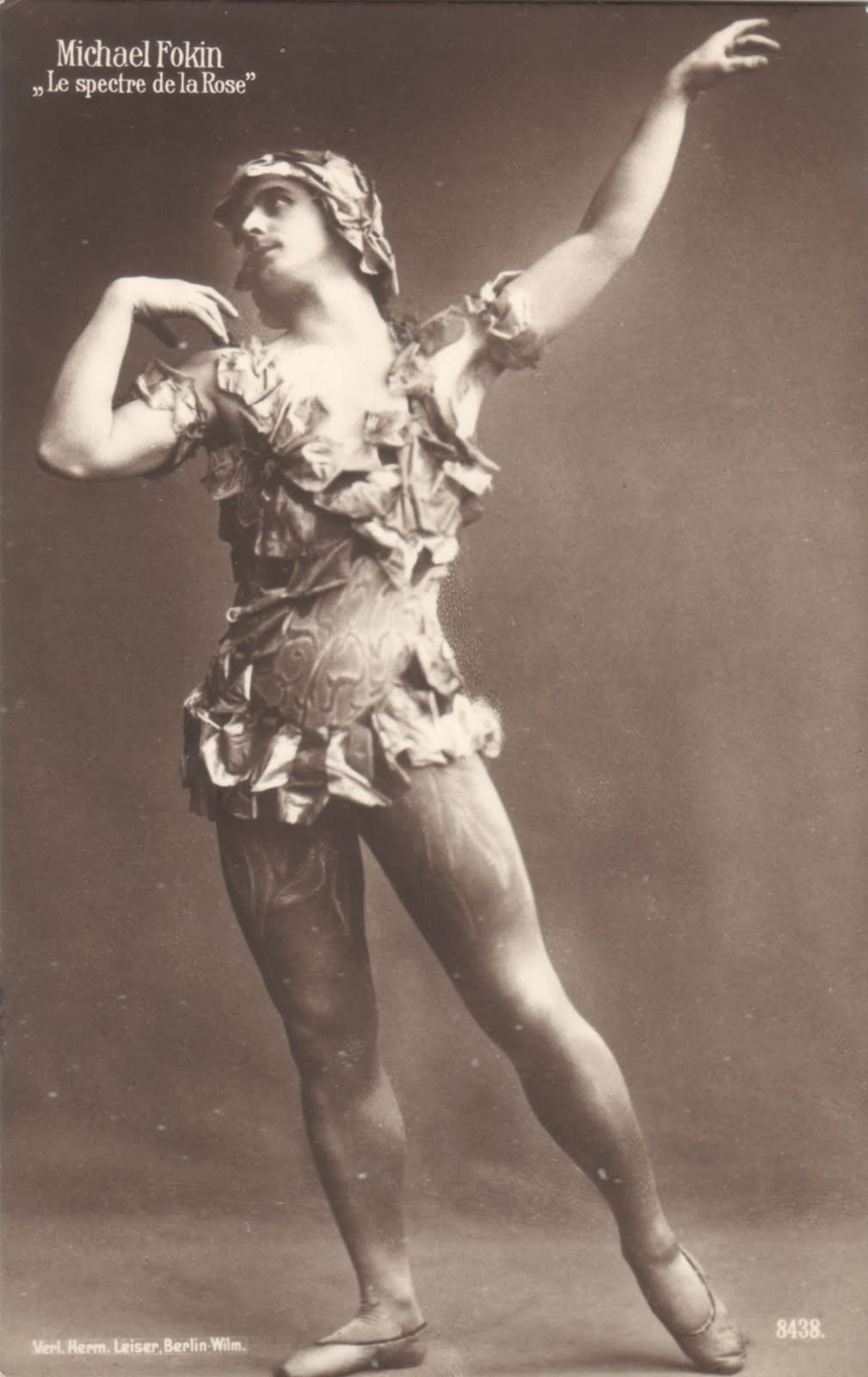
Titelrollen i Le Spectre de la Rose". 1914.
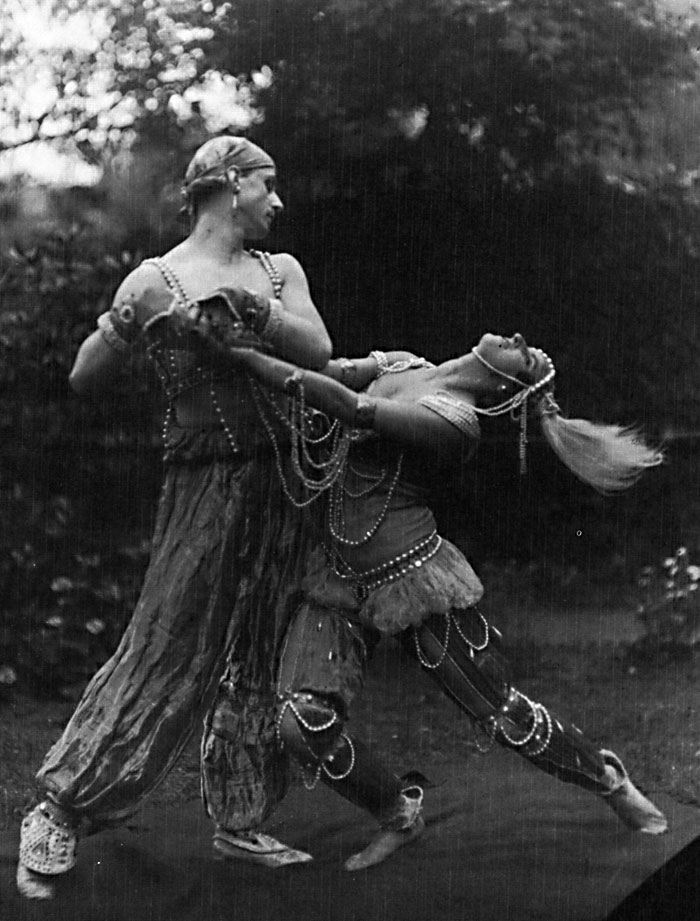
Mot makan Vera Fokina i Schéhérazade på Stockholmsoperan 1914